# Junior (film)
A Junior 1994-ben bemutatott  amerikai romantikus sci-fi filmvígjáték. Főszereplői Arnold Schwarzenegger, Danny DeVito és Emma Thompson. A forgatókönyvet Kevin Wade és Chris Conrad írta, a film rendezője és producere Ivan Reitman, zenéjét James Newton Howard szerezte.
Amerikában 1994. november 23-án, Magyarországon 1995. február 9-én mutatták be a mozikban.

## Rövid történet
Egy tudós, férfi létére terhes lesz egy tudományos kísérletben.

## Cselekmény
Doktor Alex Hesse és társa, Larry Arbogast nőgyógyászok feltaláltak egy termékenységi gyógyszert, amely állítólag csökkenti annak az esélyét, hogy a női szervezet kilökje a beültetett embriót. Mivel a gyógyszer még csak kísérleti szakaszban van, nem próbálhatják ki nőkön, ezért nem tudnak előrehaladni a kutatásban. Noah Banes, az igazgató – az egészségügyi bizottság határozata alapján – megtiltja nekik, hogy nőkön kísérletezzenek, ezért Arbogast betör dr. Diana Reddin cryogenics osztályára, és ellop egy „Junior” nevű petesejtet, majd meggyőzi Hesse-t, hogy ültettesse be magának az Hesse által megtermékenyített petesejtet. Egy éjszaka Hesse azt álmodja, hogy a baba arca pont olyan, mint az övé, majd azt panaszolja Arbogastnak, hogy érzékeny lett a mellbimbója. A rengeteg beadott női hormont tekintve ez nem is csoda. Később az általában zárkózott Hesse megmagyarázhatatlanul jobb kedvű lesz, folyton beszél, sétálni és masszázsra jár. Reddin azt mondja neki, hogy nőnek lenni nem is olyan nagy dolog, mint amilyennek látszik. Közben Angela, Argogast mástól terhes exfelesége, azt akarja, hogy volt férje segítse világra a babáját. Hesse egyre érzékenyebb lesz, elsírja magát még egy televíziós reklámon is. Angelának megjön az étvágya a terhesség miatt. Kiderül, hogy a „Junior” nevű petesejt valójában Diana saját petesejtje, amit lefagyasztott, így biológiailag ő az anyja Hesse gyermekének. Banes pénzt akar csinálni a kísérletből, annak ellenére, hogy semmilyen szerepe nem volt benne. A terhesség előrehaladtával Arbogast nőnek álcázza Hesse-t, és elrejti egy női menedékhelyen, a városon kívül. Amikor eljön a szülés pillanata, Banes tudomást szerez róla, és értesíti a sajtót, hogy hamarosan egy terhes férfi érkezik a kórházba. Arbogast egy ügyes trükkel kicseréli Hesse-t exfeleségre, így amikor a kórházba érnek, a sajtó által várt szenzáció elmarad. Végül Hesse császármetszéssel kislányt hoz világra, aki a Junior nevet kapja, míg Arbogast exfelsége kisfiúnak ad életet, akit a Jake névre keresztelnek, és Arbogast a nevére veszi. A záró képsoron a két család a tengerparton nyaral Junior és Jake első születésnapját ünneplve, és látszik, hogy Diana gyermeket vár. Angela pedig azt mondja, hogy legközelebb az ő férjének kell szülnie.

## Szereposztás
| Szerep                  | Színész               | Magyar hangja (1. szinkron, 1995) |
| ----------------------- | --------------------- | --------------------------------- |
| Dr. Alex Hesse          | Arnold Schwarzenegger | Gáti Oszkár                       |
| Dr. Larry Arbogast      | Danny DeVito          | Harkányi Endre                    |
| Dr. Diana Reddin        | Emma Thompson         | Kovács Nóra                       |
| Dr. Noah Banes          | Frank Langella        | Bács Ferenc                       |
| Angela                  | Pamela Reed           | Andresz Kati                      |
| Louise                  | Aida Turturro         | Kocsis Mariann                    |
| Ned Sneller             | James Eckhouse        | Várkonyi András                   |
| Jenny                   | Welker White          | Biró Anikó                        |
| Willow                  | Megan Cavanagh        | N/A                               |
| Casitas Madres portásnő | Kathleen Chalfant     | N/A                               |
| Samantha                | Merle Kennedy         | N/A                               |
| Naomi                   | Judy Collins          | N/A                               |
| Alice                   | Mindy Seeger          | N/A                               |
| Mr. Lanzarotta          | Christopher Meloni    | N/A                               |
| Mrs. Lanzarotta         | Antoinette Peragine   | N/A                               |
| Énekesnő                | Cassandra Wilson      | N/A                               |
| Elnökasszony (FDA)      | Ellen McLaughlin      | Menszátor Magdolna                |
| Edward Sawyer           | Stefan Gierasch       | Pataky Imre                       |
| Arthur                  | Alexander Enberg      | Háda János                        |
| Dr. Talbot              | Phyllida Law          | Kassai Ilona                      |
| Besúgó gondnok          | Tracey Walter         | Botár Endre                       |
| Lyndon-képviselő        | Kevin West            | Orosz István                      |
| Lyndon-képviselő        | Ira Newborn           | N/A                               |
| Lyndon-portás           | Misa Koprova          | N/A                               |
| Utaskísérőnő            | Judy Ovitz            | N/A                               |
| Baba                    | Julie Brown           | (eredeti nyelven)                 |

## Betétdal
1. Cassandra Wilson – I've Got You Under My Skin
2. Frank Sinatra and Bono – I've Got You Under My Skin
3. Stéphane Grappelli – Are You In The Mood
4. Cassandra Wilson – Little Warm Death
5. Patty Smyth – Look What Love Has Done

## Díjak, jelölések
| Év   | Díj              | Kategória                                         | Jelölt                                                                                    | Eredmény |
| ---- | ---------------- | ------------------------------------------------- | ----------------------------------------------------------------------------------------- | -------- |
| 1995 | Oscar-díj        | Legjobb zene, betétdal                            | Carole Bayer Sager James Newton Howard James Ingram Patty Smyth "Look What Love Has Done" | Jelölve  |
| 1995 | Golden Globe-díj | Legjobb eredeti filmzene                          | Carole Bayer Sager James Newton Howard James Ingram Patty Smyth "Look What Love Has Done" | Jelölve  |
| 1995 | Golden Globe-díj | Legjobb férfi mellékszereplő – Vígjáték / musical | Arnold Schwarzenegger                                                                     | Jelölve  |
| 1995 | Golden Globe-díj | Legjobb női mellékszereplő – Vígjáték / musical   | Emma Thompson                                                                             | Jelölve  |